# Bernt Spiegel
Bernt Spiegel (* 20. April 1926 in Heidelberg; † 9. Februar 2025) war ein deutscher Psychologe, Marktforscher und Hochschullehrer, sowie Spezialist für Motorradfahren. Er gilt als Begründer der Marktpsychologie.

## Leben
Neben Psychologie studierte Spiegel Physiologie und Psychopathologie in Heidelberg. Er promovierte 1951. Nach seiner Habilitation im Jahr 1957 wurde er 1960 Außerplanmäßiger Professor. 1963 wurde er Ordinarius für Wirtschafts- und Sozialpsychologie an der Universität Göttingen.
Spiegel gründete 1949 zusammen mit einem Freund das „Fachinstitut für Werbewissenschaftliche Untersuchungen“, das sich ab 1956 „Institut für Marktpsychologie“ nannte. Spiegel entwickelte das Konzept der Marktnische („Nischenstrategie“).

## Die obere Hälfte des Motorrads
Spiegel fuhr seit den 1940er Jahren Motorrad. Von 1981 bis in die 2000er Jahre war er als Senior-Instruktor bei den Perfektionstrainings auf dem Nürburgring der Zeitschrift Motorrad tätig. Dabei entwickelte er zahlreiche kurze Übungsvorsätze, die, über das Sicherheitstraining hinaus, Allgemeingut für Motorradfahrer wurden:

„Hände locker auflegen! […] Mund locker! […] Nicht mit den Zähnen bremsen! […] Lange außen bleiben! […] Legen, legen, legen!“

Sein 1998 erschienenes Buch Die obere Hälfte des Motorrads wurde zu einem Bestseller und erschien 2010 in englischer Übersetzung. Das zugehörige Trainingsbuch erschien 2006, in Niederländisch und in Tschechisch 2014. Spiegel thematisierte die Einheit von Fahrer und Maschine. In der Frage Kaiser Karls V.: „ob das Pferd ein Teil des Reiters sei oder der Reiter ein Teil des Pferdes,“ sah Spiegel die Parallele zum Motorradfahren, bei dem das Motorrad bei perfektem Gebrauch zu einem („extrasomatischen“) Teil des Fahrers wird. Erstmals erwähnte Spiegel die (präadaptierte) „programmierte“ Schräglage des Menschen, die [als ererbtes Repertoire] „nur bis etwa 20 Grad reicht“.

„Dieses Buch passt in kein Schema. Es handelt davon, dass der Mensch ein Motorrad kaum beherrschen kann. Dafür gibt es eigentlich keine Zielgruppe.“

## Werke
- Werbepsychologische Untersuchungsmethoden. Experimentelle Forschungs- und Prüfverfahren. Duncker und Humblot, Berlin 1958.
- Die Struktur der Meinungsverteilung im sozialen Feld. Das psychologische Marktmodell. Huber, Bern 1961.
- Die obere Hälfte des Motorrads. Motorbuch, Stuttgart 1999; 8., erw. A. 2018, ISBN 978-3-613-03775-5.
- Motorradtraining alle Tage. Motorbuch, Stuttgart 2009, ISBN 978-3-613-03477-8.
- Milchbrüder, beide. Roman. Edition fotoTAPETA, Berlin 2020, ISBN 978-3-940524-85-0.